# Associação Acadêmica e Desportiva Vitória das Tabocas
Associação Acadêmica e Desportiva Vitória das Tabocas is een Braziliaanse voetbalclub uit Vitória de Santo Antão in de staat Pernambuco. De club staat ook bekend als Acadêmica Vitória of Vitória das Tabocas. 

## Geschiedenis
De club werd opgericht in 2008 als opvolger van AD Vitória. De club ging van start in de tweede klasse van het Campeonato Pernambucano en werd meteen kampioen. Na twee seizoenen in de lagere middenmoot degradeerde de club in 2011. Na twee seizoenen werd de club terug kampioen en keerde terug naar de hoogste klasse, maar kon daar het behoud niet verzekeren. In 2015 werd meteen terug de promotie afgedwongen en deze keer kon de club het behoud wel verzekeren, al hadden ze slechts één puntje respijt op degradant Porto. In 2021 degradeerde de club opnieuw. In 2023 werd de club vicekampioen, maar door een inkrimping van de hoogste klasse promoveerde dat jaar slechts één team. Tien dagen voor de competitiestart trok eersteklasse Salgueiro zich terug uit de competitie waardoor Vitória de vrijgekomen plaats mocht innemen, maar de club verzaakte hieraan omdat ze op zo'n korte tijd geen volwaardig team kon samen stellen voor de Série A1. 